# Liusvere
Liusvere – wieś w Estonii, w prowincji Järva, w gminie Koeru.